# Сегре (департамент)
Сегре е бивш департамент на Първата Френска империя в днешна Испания, кръстен на едноименната река Сегре. Той е създаден на 26 януари 1812 г. при анексирането на Каталония от Френската империя. Неговите субпрефектури са Таларн, Солсона и Сервера. Префектурата му е град Пучсерда и има само един титуляр от февруари 1812 до 1813 г.
През март 1813 г. е слят с департамента Тер в новия департамент Тер и Сегре. Това сливане е създадено с постановление, което обаче никога не е публикувано в Бюлетина на законите, нито е одобрено със сенатски декрет, оставяйки правния му статут неуточнен.
През 1814 г. французите напускат Пиренейския полуостров. Департаментите са разформирани.